# Lucký vrch
Lucký vrch (německy Lutzberg) je vrchol v Pardubickém kraji, jehož nejvyšší bod leží v nadmořské výšce 739 m n. m. Je cílem turistických výletů. Z vrcholu lze za jasného počasí vidět Hrubý Jeseník.

## Historie

### 30. až 40. léta
Prvním člověkem, který obýval Lucký vrch byl majitel pily v Poličce pan Pražan. V roce 1928 si vybudoval chatu s výhledem na Praděd a Hrubý Jeseníky. Okolo roku 1933 byl vrch považován za jedno z nejkrásnějších míst Českomoravské vrchoviny a pan Pražan začal uvažovat o přestavbě na horskou chatu. S přípravami na výstavbu se začalo roku 1936. Autorem návrhu horské chaty byl Ing. Alexandr Hanuš. Roku 1940 byl projekt připraven k vybudování. Obecní úřad v Telecím přijal dne 4. května 1940 4 plány pro stavební řízení. Stavba byla povolena 8. května 1940. Práce na stavbě horské chaty začaly ještě v roku 1940 a za účasti veřejnosti předána tehdejšímu předsedovi KČST v Poličce Ladislavu Pražanovi. Prvním nájemcem horské chaty byl spisovatel František Živný. První návštěvníci a nájemci horské chaty to neměli jednoduché. Voda se nosila na pokoje ve džbánech z nedaleké studny. V zimě se topilo uhlím na každém pokoji. Příliv turistů přestávala zvládat tamní studna, a tak v roce 1941 byla vybudována studna 1 km od horské chaty. Vodovod dopravil vodu odtud až do horské chaty. Díky přívalům sněhu v zimě se tady jezdily závody v lyžování.

### Poválečná doba
Po druhé světové válce turistický ruch ustal a roku 1950 byla předána sokolskému družstvu služeb Vzlet. 1. listopadu 1952 se stala majetkem Československé armády. Z tohoto období se nezachovalo mnoho dokumentace – většina dokumentů byla skartována. V roce 1954 byly postaveny pod chatou tzv. finské domky. Po roce 1958 získal chatu odborový svaz občanských zaměstnanců vojenské správy. Později sloužila jako závodní zotavovna Ústřední vojenské nemocnice v Praze. Veřejnosti nebyla přístupná po dalších 40 let.

### Rok 2002
Roku 2002 zakoupil objekt Milič Sypták, který se snaží zrealizovat koncept rodinného podniku a návratu k původním účelům.

### Rok 2015
Lucký vrch je v tomto roce vybaven bezplatným parkovištěm pro cca 200 vozidel, je zde umožněno i neziskové veřejné táboření a z části i caravaning. Chystá se veřejné sociální zařízení a turistické odpočívadlo. V současné době je schvalován územní plán obce Telecí, v němž se počítá s výstavbou rozhledny, parkovištěm pod Luckým vrchem a opravou komunikace na Lucký vrch.

## Fotogalerie

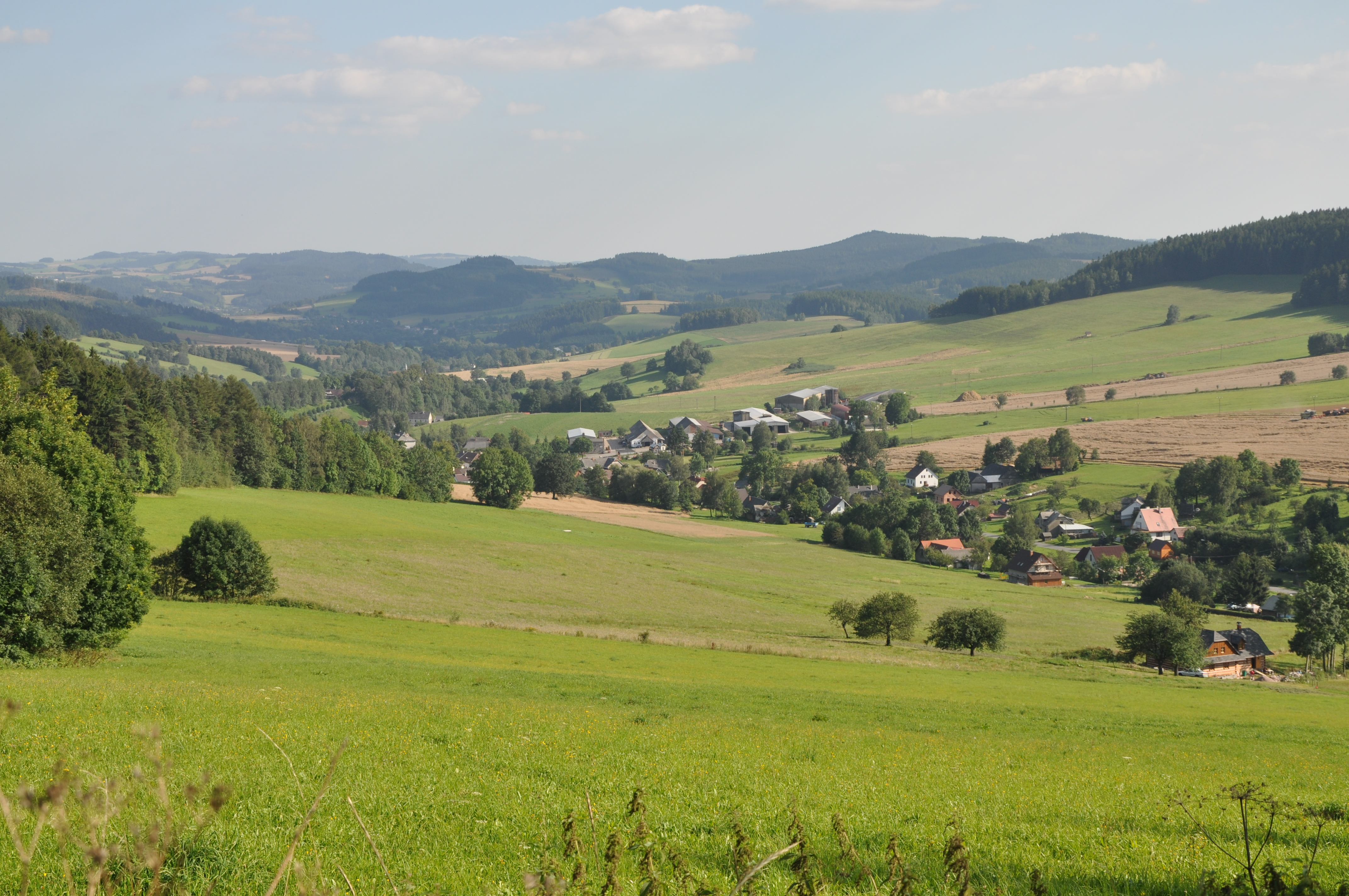
Pohled na louky okolo Telecí
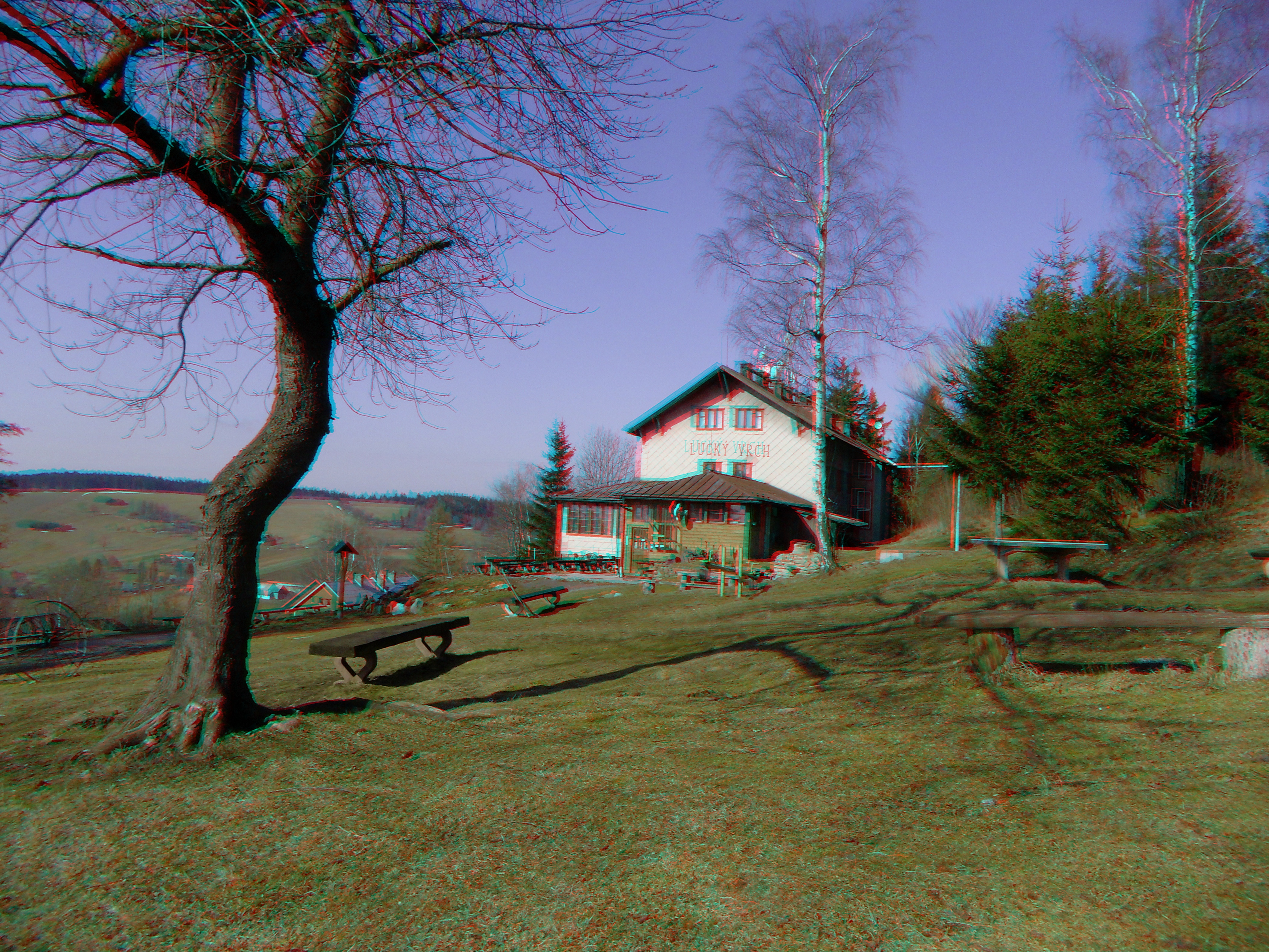
Horská chata na Luckém vrchu ve 3D
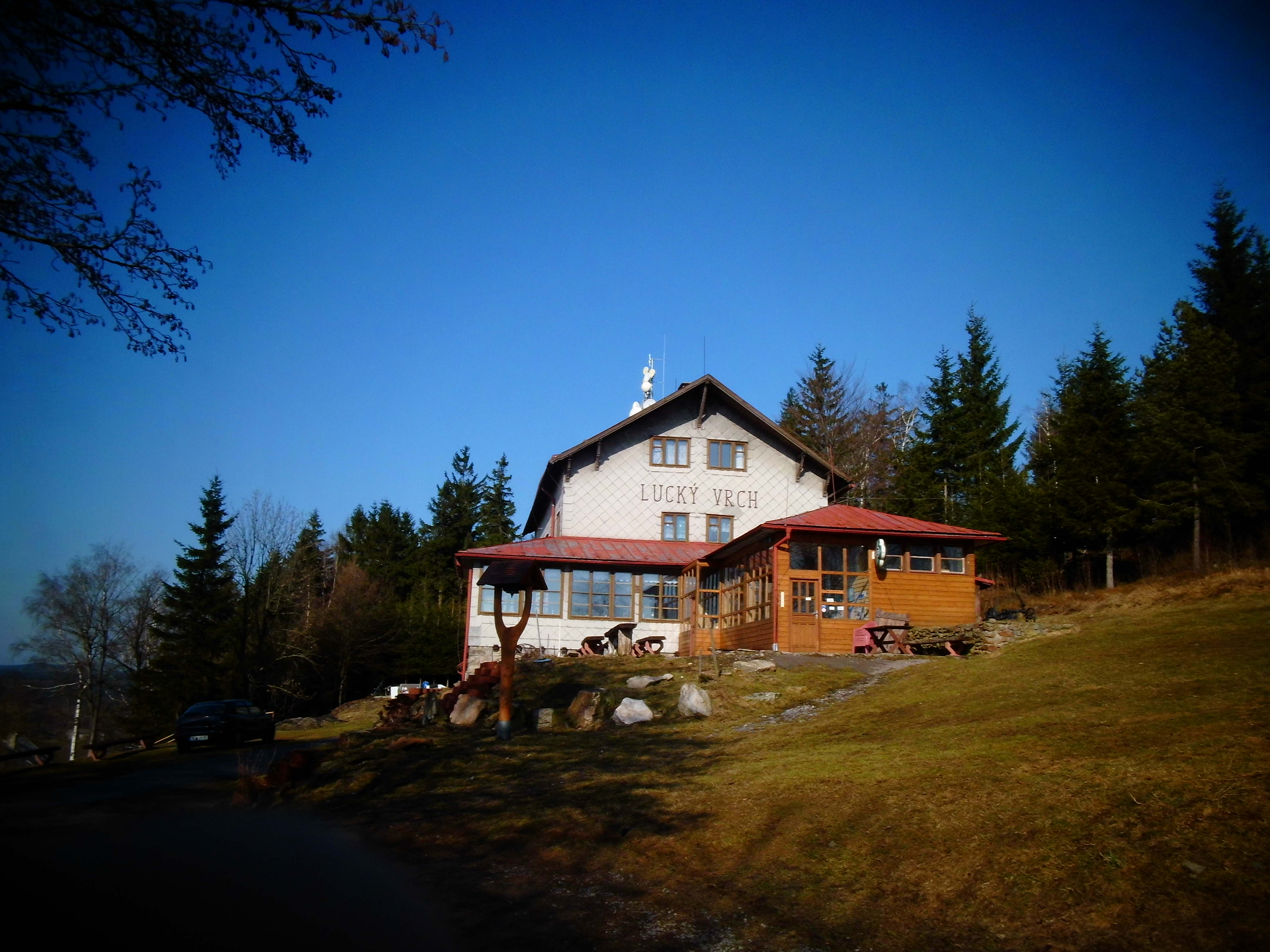
Horská chata na luckém vrchu
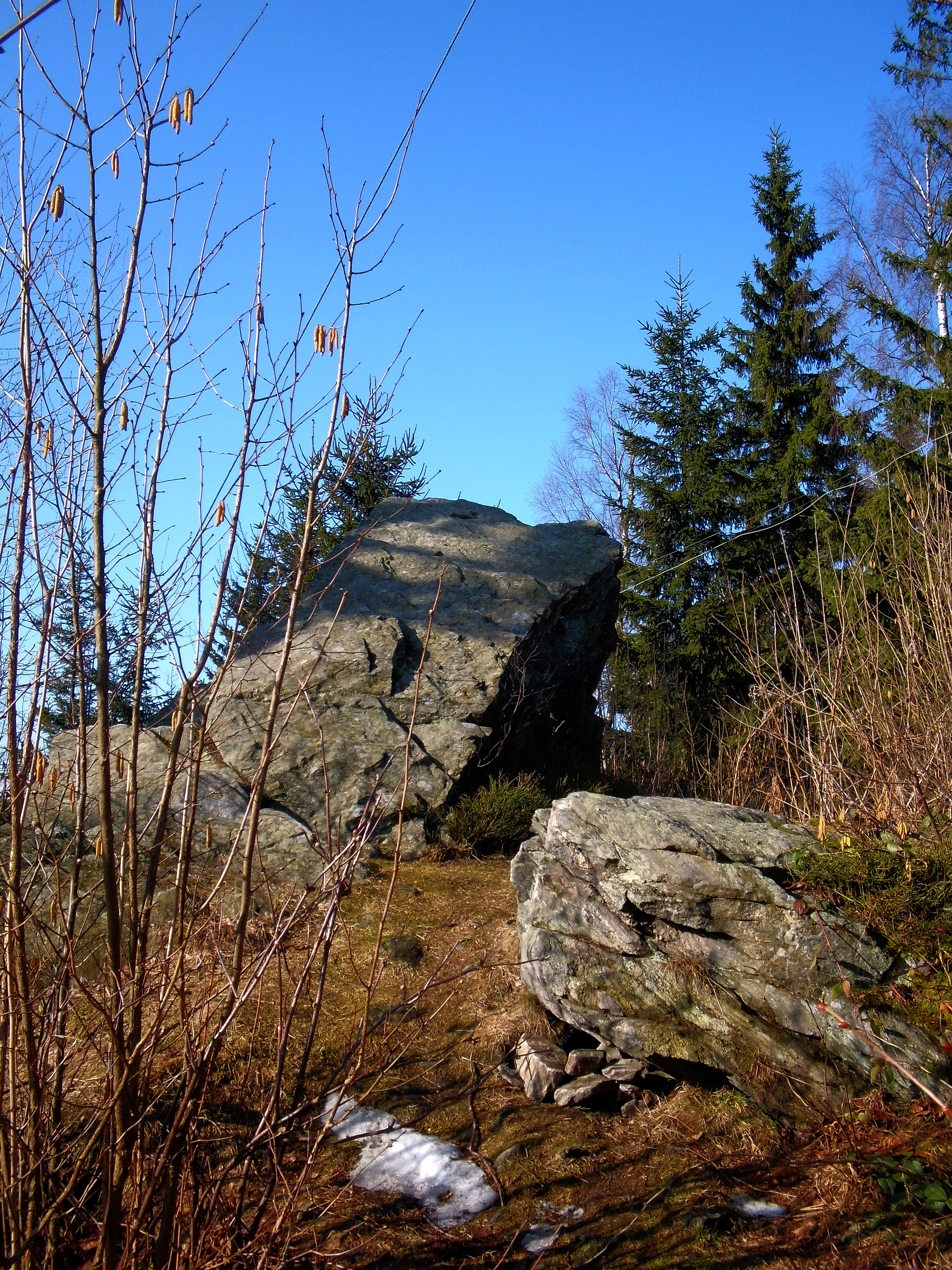
Nejvyšší přírodní bod na Luckém vrchu